# Васенки (Балезінський район)
Ва́сенки (рос. Васенки) — присілок в Балезінському районі Удмуртії, Росія.

## Населення
Населення — 17 осіб (2010; 26 в 2002).
Національний склад станом на 2002 рік:
- росіяни — 100 %